# Hrabstwo Dade (Georgia)

Piramida wieku hrabstwa

Hrabstwo Dade (ang. Dade County) – hrabstwo w stanie Georgia w Stanach Zjednoczonych. Według spisu w 2020 roku liczy 16,3 tys. mieszkańców, w tym 92,9% to białe społeczności nielatynoskie. Jego siedzibą administracyjną jest miasto Trenton i należy do obszaru metropolitalnego Chattanoogi.

## Geografia
Znajduje się w północno-zachodnim rogu Georgii. Według spisu z 2000 roku obszar całkowity hrabstwa obejmuje powierzchnię 174,16 mil2 (451,07 km²), z czego 173,98 mil2 (450,61 km²) stanowią lądy, a 0,18 mil2 (0,47 km²) stanowią wody.
Na obszarze hrabstwa znajduje się Park stanowy kanionu Cloudland.

### Sąsiednie hrabstwa
- Hrabstwo Marion, Tennessee (północ)
- Hrabstwo Hamilton, Tennessee (północny wschód)
- Hrabstwo Walker, Georgia (południowy wschód)
- Hrabstwo DeKalb, Alabama (południowy zachód)
- Hrabstwo Jackson, Alabama (zachód)

## Polityka
Hrabstwo jest bardzo silnie republikańskie, gdzie w wyborach prezydenckich w 2020 roku, 81,5% głosów otrzymał Donald Trump i 16,9% przypadło dla Joe Bidena.